# Wolfgang Wilke
Wolfgang Wilke (* 1943/1944; † 17. April 2008) war ein deutscher Boxtrainer.

## Leben
Wilke wurde Trainer von Graciano Rocchigiani, als dieser 19 Jahre alt war. Zeitweilig lebte Rocchigiani mit seiner damaligen Freundin und späteren Frau Christine bei Wilke zur Untermiete. Im März 1988 wurde der Boxer unter Wilke als Trainer Weltmeister im Supermittelgewicht. Auch José Varela trainierte zeitweise bei Wilke.
Im November 1989 brachte Wilke den damaligen DDR-Amateurboxer Henry Maske in die Schlagzeilen, als Wilke öffentlich über einen möglichen Wechsel Maskes ins Profigeschäft spekulierte. Wilke brachte sich zudem als Trainer des Amateurweltmeisters ins Gespräch. Er habe Wilke damals gar nicht gekannt, so Maske später rückblickend. Wilke war bis 1996 Rocchigianis Trainer, nach dem knappen Sieg über Pietro Pelizzaro kam es zur Trennung.
Wilke war beruflich auch im Gastgewerbe tätig und Betreiber von Lokalen. Er lebte an seinem Lebensende in Österreich und starb nach längerer Krankheit.